# Franziskanerinnen
Als Franziskanerinnen werden verschiedene Ordensgemeinschaften und Kongregationen für Frauen bezeichnet, die aus den Mitgliedern des dritten Ordens des heiligen Franziskus hervorgingen. Diese werden auch Terziarinnen oder „regulierter dritter Orden“ genannt. Die Mehrzahl der Franziskanerinnen lebt nach der Vita activa mit einem Apostolat auf dem Gebiet der Fürsorge für Hilfsbedürftige, Schwache, Kranke und Alte sowie der Erziehung und Bildung auch die Verkündigung des Evangeliums.

## Historische Entwicklung
Die ältesten Gemeinschaften haben ihren historischen Ursprung in der geistlichen Armutsbewegung des 13. Jahrhunderts. Diese Armutsbewegung beinhaltete auch eine starke Frauenbewegung. Die entstehenden Frauengemeinschaften wiesen zwar selbständige geistliche Impulse und religiöse Züge auf, konnten sich gegenüber den kirchlichen Autoritäten jedoch nicht mit eigenen Ordensregeln durchsetzen (eine Ausnahme bilden in dieser Zeit nur die Klarissen).
Vor allem aus Angst vor Häresien und religiöser Schwärmerei war die kirchliche Integration der entstehenden Gemeinschaften ein wichtiges Anliegen der päpstlichen Kurie.
Die übliche Realisierung dieses Ziels bestand darin, die neuen Frauengemeinschaften zur Übernahme bereits bestehender Ordensregeln zu verpflichten oder sie etablierten männlichen Ordensgemeinschaften zu unterstellen. Neben den Dominikanern standen hier vor allem die Franziskaner zur Auswahl. Die meisten der im 13. und 14. Jahrhundert auf diese Weise zu Franziskanerinnen gewordenen kleinen Gemeinschaften, die meist einzelne Gründungen ohne Filialen waren, starben im Dreißigjährigen Krieg aus, wurden in der Säkularisation verboten oder während der französischen Besatzungszeit aufgehoben. Die übrig gebliebenen Gemeinschaften wie die Dillinger Franziskanerinnen und die Sternfrauen oder Sternschwestern in Augsburg stellen seltene Ausnahmen dar.
Das 19. Jahrhundert erlebte nach dem Ende des Kulturkampfes ein starkes Wachstum an neuen sozial-karitativ tätigen Frauengemeinschaften, die sich oft von den Idealen des heiligen Franziskus angezogen fühlten und ihre Satzungen an der franziskanischen Drittordensregel anlehnten. Erstmals entstand hier ein neuer Typ von Ordensfrau: Lebten Ordensschwestern bisher eher im Raum ihrer abgeschlossenen Klöster ein vorrangig beschauliches Leben, so streben die neuen Ordensfrauen hinaus in die Welt, um mit sozialem Engagement Elend und Nöte der Menschen zu lindern.
Anders als im 13. Jahrhundert war die kirchliche Einbindung dieser neuen Gemeinschaften seltener durch Eingriffe seitens der kirchlichen Autoritäten geprägt, die Orientierung an der franziskanischen Regel eher freiwillig. Viele Gemeinschaften wurden zunächst aus der Initiative eines Gemeindepriesters und einzelner junger Frauen gegründet, die sich von der Not der Menschen angesprochen fühlten, und wuchsen dann schnell in ihrer Mitgliederzahl an, so dass Neugründungen von Filialen in weitem Umkreis möglich wurden.
Ein Grund für die Möglichkeiten zu eigenen Entscheidungen war auch eine Veränderung im Kirchenrecht: Die neuen Gemeinschaften wurden nicht als Orden eingestuft, sondern als Kongregationen oder Gesellschaften Apostolischen Lebens (vgl. Ordensgemeinschaft), die juristisch einen größeren Freiraum besitzen. Die meisten Gemeinschaften waren zunächst einem Bischof unterstellt, manche wechselten später den Status zu einer Kongregation päpstlichen Rechts, wenn die Filialgründungen die Bistumsgrenzen überschritten oder sogar Auslandsmissionen umfassten.
Franziskanerinnen gibt es heute in einer Vielzahl von verschiedenen Kongregationen mit je eigener Geschichte und Gemeinschaftsregel. Die Größe der Gemeinschaften variiert erheblich. Nach den Angaben des Annuario Pontificio von 1992 (mit Zahlen von 1990) bildeten die Missionsfranziskanerinnen Mariens mit 8474 Mitgliedern weltweit die größte franziskanische Frauenkongregation.

## Liste franziskanischer Frauengemeinschaften
Es ist kaum möglich, eine vollständige Liste aller Niederlassungen der verschiedenen franziskanischen Frauenkongregationen zu erstellen. Im Unterschied zu monastischen Orden leben die Schwestern zum größten Teil in kleinen Wohngemeinschaften, häufig in gemieteten Häusern oder Wohnungen in der Nähe ihrer Wirkungsstätte. Diese Konvente bestehen oft nur einige Jahre oder Jahrzehnte, solange die Tätigkeit der Schwestern vor Ort besteht. Das Mutterhaus und je nach Aufgabenbereich auch einzelne Konvente befinden sich jedoch gelegentlich auch in alten Klöstern, die in der Säkularisation enteignet und später den neu entstehenden Frauenorden zur Verfügung gestellt wurden.
Die Kongregationen in der Tabelle sind alphabetisch nach Mutterhaus geordnet. In der Spalte Mutterhaus/Provinzialat gibt es z. T. unverlinkte Ortsangaben. Dann findet sich zumeist in mindestens einem weiteren Abschnitt ein weiterer Eintrag, in welchem der jeweils andere Ort (oder die anderen Orte) verlinkt sind.

### A bis G
| Offizieller Name der Kongregation                                     | Weitere gebräuchliche Namen                                                                | Mutterhaus/Provinzialat                                  | Weitere Niederlassungen                                                                  | Gründungsjahr          | Ordenskürzel |
| --------------------------------------------------------------------- | ------------------------------------------------------------------------------------------ | -------------------------------------------------------- | ---------------------------------------------------------------------------------------- | ---------------------- | ------------ |
| Armen-Schwestern vom heiligen Franziskus                              | Schervierschwestern, Aachener Franziskanerinnen                                            | Aachen                                                   | Deutschland, Belgien, USA, Italien                                                       | 1845                   | SPSF         |
| Hospitalschwestern der hl. Elisabeth von Aachen                       | Elisabethinnen                                                                             | Aachen                                                   | Deutschland, Österreich, Luxemburg, Tschechien, Kanada                                   | 1622                   | OSE          |
| Kongregation der Schwestern von der Schmerzhaften Mutter              | Abenberger Schwestern Abenberger Franziskanerinnen                                         | Abenberg bzw. Rom (Generalat)                            | Italien, Österreich, Deutschland, USA, Karibik, Brasilien, Tansania                      | 1883                   | SSM          |
| Franziskanerinnen von der Buße                                        | Franziskanerinnen von Aiterhofen                                                           | Aiterhofen                                               | Deutschland, Brasilien, Bolivien                                                         | 1840                   | OSF          |
| Kongregation der Schulschwestern vom 3. Orden des heiligen Franziskus | Franziskanerinnen von Amstetten                                                            | Amstetten                                                | Österreich                                                                               | 1823                   |              |
| Barmherzige Schwestern vom 3. Orden des heiligen Franziskus           | Franziskanerinnen von Arnstorf                                                             | Arnstorf                                                 | Deutschland                                                                              |                        |              |
| Franziskanerinnen von Au am Inn                                       |                                                                                            | Au am Inn                                                | Deutschland, Brasilien                                                                   | 1854                   |              |
| Franziskanerinnen von Maria Stern                                     | Sternfrauen, Sternschwestern                                                               | Augsburg                                                 | Deutschland, Brasilien, Kongo, Mosambik                                                  | 1258                   | OSF          |
| Schwestern von der Göttlichen Vorsehung                               | Baldegger Schwestern, früher Dienst- und Lehrschwestern bei Sankt Jost zu Baldegg          | Baldegg (Schweiz)                                        | Schweiz, Tansania, Äthiopien, Papua-Neuguinea                                            | 1830                   | OSF          |
| Franziskanerinnen von der Unbefleckten Empfängnis                     | Franziskanerinnen von Bonlanden                                                            | Bonlanden                                                | Württemberg, Brasilien, Paraguay                                                         | 1855                   | OSF          |
| Soeurs Franciscaines de la Croix du Liban                             | Notre-Dame du Puits                                                                        | Bkennaya                                                 | Libanon                                                                                  | 1950                   |              |
| Franziskaner-Missionsschwestern von Maria Hilf                        |                                                                                            | Bogotá (Kolumbien)                                       | Lateinamerika, Afrika, Schweiz, Österreich                                               | 1892                   |              |
| Franziskanerinnen vom Heiligsten Herzen Jesu                          | Rekollektinnen                                                                             | Bonn                                                     | Belgien, Deutschland                                                                     | 1623                   |              |
| Immakulataschwestern vom Seraphischen Apostolat                       |                                                                                            | Brandenburg in Schwaben                                  | Süddeutschland                                                                           | 1933                   | ISA          |
| Tertiarschwestern von Brixen                                          | Schulschwestern vom 3. Orden des heiligen Franziskus Seraphikus                            | Brixen                                                   | Südtirol, Österreich, Kamerun, Bolivien                                                  | 1700                   |              |
| Dillinger Franziskanerinnen                                           |                                                                                            | Dillingen an der Donau                                   | Deutschland, Brasilien, USA, Indien                                                      | 1241                   | OSF          |
| Dienerinnen der heiligen Kindheit Jesu                                | Oberzeller Franziskanerinnen                                                               | Zell bei Würzburg                                        | Deutschland, Südafrika                                                                   | 1901                   | OSF          |
| Franziskanerinnen von der Heiligen Familie Jesus, Maria und Joseph    | Franziskanerinnen von Dubuque                                                              | Dubuque                                                  | USA, Honduras 1864 in Herford gegründet, 1875 im Kulturkampf ausgewiesen, seitdem in USA | 1864                   | OSF          |
| Schwesternschaft vom 3. Orden des hl. Franziskus in Ecksberg          | Ecksberger Schwestern                                                                      | Ecksberg bei Mühldorf am Inn                             | Süddeutschland                                                                           | 1871/1938              |              |
| Franziskanerinnen von Erlenbad                                        | Kongregation der Schulschwestern vom hl. Franziskus, School Sisters of St. Francis         | Erlenbad (Obersasbach) / Milwaukee (Wisconsin)           | USA, Deutschland, Schweiz, Honduras, Südamerika, Indien                                  | 1859 bzw. 1873         | SSSF         |
| Barmherzige Schwestern von der hl. Elisabeth                          |                                                                                            | Essen-Bredeney                                           | Nordrhein-Westfalen                                                                      | 13. Jahrhundert / 1843 |              |
| Franziskusschwestern der Familienpflege                               | Dienerinnen der seraphischen Liebe                                                         | Essen-Bedingrade                                         | Bielefeld, Gladbeck, Harsewinkel, Schleiden, Paderborn                                   | 1919                   |              |
| Franziskanerinnen von der Heiligen Familie                            | Eupener Franziskanerinnen                                                                  | Eupen, Mayen                                             | Aachen, Köln, Hennef, Belgien, Niederlande, Republik Kongo                               | 1857                   | OSF          |
| Franziskaner-Missionsschwestern von Maria Hilf                        |                                                                                            | Frastanz (Österreich)                                    | Österreich, Schweiz, Ecuador, Kolumbien, Brasilien                                       | 1888                   | FMMH         |
| Barmherzige Schwestern vom heiligen Kreuz                             | Kreuzschwestern von Gemünden                                                               | Gemünden am Main/Ingenbohl (Schweiz)                     |                                                                                          | 1844                   | SCSC         |
| Franziskanerinnen vom Göttlichen Herzen Jesu                          | Franziskanerinnen von Gengenbach                                                           | Gengenbach                                               | Süddeutschland, Schweiz, Chile, Peru                                                     | 1866                   | OSF          |
| Nazarethschwestern vom hl. Franziskus                                 | Kongregation der Nazarethschwestern vom hl. Franziskus e. V.                               | Goppeln (bei Dresden)                                    | Sachsen                                                                                  | 1923                   |              |
| Franziskanerinnen von der Unbefleckten Empfängnis                     | Grazer Schulschwestern (nicht zu verwechseln mit den gleichnamigen Bonlandener Schwestern) | Generalat in Graz (Österreich), Mutterhaus in Algersdorf | Österreich, Slowenien, Montenegro, Brasilien, Südafrika, Frankreich                      | 1843                   |              |

### H bis M
| Offizieller Name der Kongregation                                  | Weitere gebräuchliche Namen                                            | Mutterhaus/Provinzialat                                             | Weitere Niederlassungen | Gründungsjahr | Sigel |
| ------------------------------------------------------------------ | ---------------------------------------------------------------------- | ------------------------------------------------------------------- | --- | ------------- | ----- |
| Barmherzige Schwestern vom heiligen Kreuz                          | Franziskanerinnen vom Gnadensee, Kreuzschwestern von Hegne             | Hegne / Ingenbohl (Schweiz)                                         | | 1856          | SCSC  |
| Schwestern von der Buße und der christlichen Liebe                 | Heiligenbronner Schwestern                                             | Heiligenbronn (Württemberg)                                         | Diözese Rottenburg-Stuttgart | 1857          |       |
| Schwestern vom Hl. Paulus                                          | Paulusschwestern                                                       | Herxheim bei Landau/Pfalz                                           | Bistum Speyer, Bistum Passau, Bistum Bethlehem in Südafrika                                                                       | 1896          |       |
| Barmherzige Schwestern vom heiligen Kreuz                          | Ingenbohler Schwestern, Kreuzschwestern                                | Ingenbohl (Schweiz)                                                 | Schweiz | 1856          | SCSC  |
| Franziskaner-Tertiarinnen vom hl. Johannes                         | Gnadenthaler Schwestern                                                | Ingolstadt                                                          | Süddeutschland | 1276          |       |
| Krankenschwestern vom Dritten Orden                                |                                                                        | Innsbruck                                                           | |               |       |
| Franziskanerinnen des Crescentiaklosters                           | Kreszentiaschwestern von Kaufbeuren                                    | Kaufbeuren                                                          | Deutschland, Kroatien, Bosnien | 1315          |       |
| Franziskusschwestern                                               |                                                                        | Kleve                                                               | 4 Häuser im Bistum Münster | 1923          |       |
| Franziskus-Schwestern                                              |                                                                        | Krefeld                                                             | mehrere Häuser in Nordrhein-Westfalen                                                                                             | 1919          |       |
| Schwestern des Dritten Ordens                                      |                                                                        | Kronburg (Österreich)                                               | | 1867          |       |
| Solanusschwestern                                                  |                                                                        | Landshut                                                            | Deutschland, China, Südafrika | 1926          |       |
| Schwestern von der Unbefleckten Empfängnis                         |                                                                        | Leitershofen                                                        | |               |       |
| Franziskusschwestern von Linz                                      |                                                                        | Linz (Österreich)                                                   | |               |       |
| Franziskanerinnen von der Buße und der christlichen Liebe          | Lüdinghauser/Nonnenwerther Franziskanerinnen                           | Heythuysen (Niederlande) / Lüdinghausen und Nonnenwerth bei Remagen | Deutschland, Niederlande, Italien, Polen, Belarus, Indonesien, Osttimor, Philippinen, USA, Tansania, Mexiko, Guatemala, Brasilien | 1835          | OSF   |
| Schwestern der Heiligen Elisabeth                                  | Elisabethinnen                                                         | Luxemburg (Stadt)                                                   | Luxemburg, Deutschland |               |       |
| Franziskanerinnen von der Barmherzigkeit                           | Luxemburger Franziskanerinnen                                          | Luxemburg (Stadt)                                                   | Luxemburg, Deutschland, Belgien, Frankreich, Italien, Taiwan                                                                      | 1848          |       |
| Arme Franziskanerinnen von der Heiligen Familie                    | Mallersdorfer Schwestern                                               | Mallersdorf-Pfaffenberg                                             | Deutschland, Rumänien, Südafrika                                                                                                  | 1855          | OSF   |
| Schwestern vom heiligen Kreuz                                      | Lehrschwestern vom heiligen Kreuz, Menzinger Schwestern                | Menzingen (Schweiz)                                                 | Schweiz, Deutschland | 1844          |       |
| Franziskanerinnen von Mindelheim                                   |                                                                        | Mindelheim                                                          | Deutschland | 1456          |       |
| Krankenschwestern vom Regulierten Dritten Orden des hl. Franziskus | Mauritzer Franziskanerinnen, Franziskanerinnen von Münster-St. Mauritz | St. Mauritz (Münster-St. Mauritz)                                   | Deutschland, USA, Niederlande, Polen, Haiti, Tansania, Japan, Indien                                                              | 1844          | OSF   |
| Missionsschwestern von Münster (Bäckergasse)                       |                                                                        | Münster                                                             | | 1910          |       |
| Kongregation der Schulschwestern des hl. Franziskus                | Schulschwestern, Franziskanerinnen von Christus dem König              | Mostar (Bosnien)                                                    | Kroatien, Bosnien, Slowenien, Deutschland                                                                                         | 1869          |       |
| Kreszentia-Schwestern                                              |                                                                        | München                                                             | | 1860          |       |
| Blaue Schwestern von der hl. Elisabeth                             |                                                                        | München                                                             | nur ein Konvent | 1901/1951     |       |
| Schwesternschaft der Krankenfürsorge des Dritten Ordens            |                                                                        | München                                                             | Süddeutschland | 1902          |       |

### N bis Z
| Offizieller Name der Kongregation                                                | Weitere gebräuchliche Namen                               | Mutterhaus/Provinzialat                                             | Weitere Niederlassungen | Gründungsjahr | Sigel |
| -------------------------------------------------------------------------------- | --------------------------------------------------------- | ------------------------------------------------------------------- | --- | ------------- | ----- |
| Franziskanerinnen Missionarinnen Mariens                                         |                                                           | Generalat Rom, Provinzialat Warschau                                | Europa, Afrika, Asien, Amerika Australien                                                                                         | 1877          | FMM   |
| Franziskanerinnen der Erneuerung                                                 |                                                           | New York                                                            | USA | 1988          |       |
| Franziskanerinnen von der Buße und der christlichen Liebe                        | Nonnenwerther/Lüdinghauser Franziskanerinnen              | Heythuysen (Niederlande) / Nonnenwerth bei Remagen und Lüdinghausen | Deutschland, Niederlande, Italien, Polen, Belarus, Indonesien, Osttimor, Philippinen, USA, Tansania, Mexiko, Guatemala, Brasilien | 1835          | OSF   |
| Schwestern vom Göttlichen Erlöser                                                | Niederbronner Schwestern                                  | Oberbronn (Elsass)                                                  | Deutschland, Angola, Argentinien, Frankreich, Kamerun, Indien, Niederlande, Österreich, Portugal                                  | 1849          |       |
| Franziskanerinnen von der ewigen Anbetung zu Olpe                                | Olper Franziskanerinnen                                   | Olpe                                                                | Deutschland, Nordamerika, Philippinen, Brasilien                                                                                  | 1860          | OSF   |
| Franziskanerinnen Missionärinnen von Unserer Lieben Frau                         | Franziskanerinnen von Calais                              | Paris                                                               | Frankreich, Deutschland, Madagaskar, Portugal                                                                                     | 1854          |       |
| Ramersdorfer Franziskanerinnen                                                   |                                                           | Ramersdorf-Perlach                                                  | | 1623          |       |
| Arme Franziskanerinnen auf dem Reutberg                                          |                                                           | Reutberg bei Sachsenkam                                             | Deutschland | 1618          |       |
| Schwestern der christlichen Barmherzigkeit                                       | Franziskanerinnen von Reute                               | Reute                                                               | Deutschland, Indonesien, Brasilien                                                                                                | 1403/1853     | OSF   |
| Franziskanerinnen des Klarissenklosters St. Anna, Riedenburg                     |                                                           | Riedenburg (Niederbayern)                                           | | 1860          |       |
| Schulschwestern vom 3. Orden des Hl. Franziskus                                  | Halleiner Schulschwestern                                 | Salzburg (Österreich)                                               | Österreich, Bolivien, Argentinien, USA                                                                                            | 1723/1823     | HSF   |
| Kongregation der Franziskanerinnen von Salzkotten                                | Franciscanae Cordis Jesu et Mariae                        | Salzkotten                                                          | Deutschland, Rumänien, Malawi | 1860          | FCJM  |
| Kongregation der Dienerinnen der Göttlichen Vorsehung                            | Franziskanerinnen von Schönbrunn                          | Schönbrunn (Röhrmoos)                                               | Deutschland | 1911          |       |
| Franziskanerinnen der ewigen Anbetung                                            |                                                           | Schwäbisch Gmünd                                                    | Deutschland | 1902          |       |
| Franziskanerinnen vom hl. Josef                                                  | Josefschwestern                                           | Schweich bei Trier, Valkenburg (Niederlande)                        | Deutschland, Niederlande, Italien, Angola, Honduras, Brasilien                                                                    | 1867          | FSJ   |
| Franziskanerinnen von Sießen                                                     | Sießener Franziskanerinnen                                | Sießen                                                              | Baden-Württemberg, Brasilien, Südafrika                                                                                           | 1854          | OSF   |
| Schwesternschaft des Seraphischen Liebeswerkes                                   |                                                           | Solothurn (Schweiz)                                                 | | 1924          |       |
| Franziskanerinnen vom hl. Martyrer Georg                                         | Thuiner Franziskanerinnen                                 | Thuine                                                              | Norddeutschland, Niederlande, Japan, USA, Indonesien, Tansania, Brasilien, Papua-Neuguinea                                        | 1869          | FMA   |
| St.-Joseph-Kongregation Ursberg                                                  | Franziskanerinnen von Ursberg, Congregatio Sancti Josephi | Ursberg                                                             | Deutschland, Rumänien | 1897          | CSJ   |
| Kongregation der St. Franziskusschwestern von Vierzehnheiligen                   |                                                           | Vierzehnheiligen bei Bad Staffelstein                               | Deutschland, Peru, Indien | 1890          |       |
| Arme Schulschwestern vom 3. Orden des hl. Franziskus Seraphikus                  | Schulschwestern, Franziskanerinnen von Vöcklabruck        | Vöcklabruck (Österreich)                                            | Österreich, Deutschland, USA, Kasachstan                                                                                          | 1861          |       |
| Franziskanerinnen von der allerseligsten Jungfrau Maria von den Engeln           | Waldbreitbacher Franziskanerinnen                         | Waldbreitbach                                                       | Deutschland, USA, Niederlande, Brasilien                                                                                          | 1863          | FBMVA |
| Franziskanerinnen von der christlichen Liebe                                     | Hartmannschwestern                                        | Wien                                                                | Österreich, Italien, Argentinien, Paraguay                                                                                        | 1857          | SFCC  |
| Franziskaner-Schulschwestern                                                     |                                                           | Wien                                                                | | 1845          |       |
| Töchter der christlichen Liebe                                                   |                                                           | Wien                                                                | | 1848          |       |
| Missionärinnen Mariens                                                           |                                                           | Wien                                                                | |               |       |
| Dienerinnen der heiligen Kindheit Jesu vom Dritten Orden des heiligen Franziskus | Oberzeller Franziskanerinnen, Zeller Schwestern           | Zell am Main bei Würzburg                                           | Deutschland, Südafrika | 1855          |       |
| Kongregation der Franziskanerinnen von Maria Stern                               |                                                           | Würzburg                                                            | Deutschland |               |       |
| Schwesternbund Unserer Lieben Frau                                               |                                                           | Zug (Schweiz)                                                       | | 1933          |       |